# 大阪府立清水谷高等学校
大阪府立清水谷高等学校（おおさかふりつ しみずだにこうとうがっこう）は、大阪府大阪市天王寺区にある公立高等学校。

## 概要
全日制普通科を設置している。1995年以降前期・後期の2学期制をとり、半期で単位認定する科目も開講している。2学期制導入直後の一時期65分授業を導入していたことがあったが、50分授業に戻されている。7時限目の開講などにより、他校と比較して多くの授業時間を確保している。
1901年に大阪府清水谷高等女学校として現在地に開校した。開校の際に大阪市立第二高等女学校（1900年開校）を吸収合併する形になっている。
同窓会組織は清友会と称する。同窓会はかつて清友学園高等学校（のち公立に移管し大阪府立清友高等学校）を運営していたことがあった。

## 沿革

### 開校の経緯
1900年2月、当時の大阪府知事・菊池侃二が『大阪府教育十カ年計画』を策定した。当時高等女学校の生徒や入学希望者が急増していたことをふまえ、府費で高等女学校を大阪市内に増設することを決定した。
一方で『大阪府教育十カ年計画』では大阪市内の中等教育について、大阪府は普通教育学校を中心に運営し、大阪市は実業教育学校を中心に運営することを原則とした。このことにより大阪府が高等女学校を一元的に運営することとした。
1900年時点では府立高等女学校は存在せず、大阪市内には大阪市立第一高等女学校・大阪市立第二高等女学校の2つの大阪市立高等女学校が存在した。大阪市立第一高等女学校は現在の大阪府立大手前高等学校の前身であり、大阪府立として創立したが1889年に大阪市へ移管された経緯がある。大阪市立第二高等女学校は1900年4月25日、大阪市南区千年町（現在の大阪市中央区東心斎橋2丁目）にあった千年小学校（大宝小学校分校）の元校舎を使用して開校した。
従来の大阪市立の高等女学校2校は1901年4月に大阪府へ移管されることになった。その際に大阪市立第一高等女学校は大阪府中之島高等女学校として、再び大阪府立として移管・改編設置する形とした。また大阪市立第二高等女学校は新設の府立高等女学校に合併させる形で生徒を編入する形を取ることとした。
新設の府立高等女学校は、大阪市東区清水谷東之町（現在地）に設置することに決まった。同地は江戸時代には武家屋敷が存在し、明治時代には日本女子大学校（現在の日本女子大学）の開設予定地となっていた。しかし同校は東京・目白に開設されることが決まったため、清水谷に高等女学校を設置することにした。
1900年9月5日の文部省告示194号により、新設府立高等女学校の1901年度の開校が認可された。新設の府立高等女学校の校名は当初、大阪府第一高等女学校と告示された。しかし大阪府ではその直後、旧制中学校・高等女学校（1901年4月開校予定の学校含む）について、設置順の番号で名付けられていた従来の校名を廃止し、1901年4月より学校所在地の地名からとった校名へと一斉に改称することを決定した。このため開校直前の1901年3月12日付で大阪府清水谷高等女学校の校名が告示された。
1901年4月15日に大阪府清水谷高等女学校として開校した。その2ヶ月後の1901年6月3日には、大阪府立清水谷高等女学校へと改称した。1901年4月8日に文部省令第11条が出され、中学校・高等女学校などの名称について「○○県立・○○郡立」などの形で設置者の名称を冠することが義務づけられたことに伴うものである。文部省は各道府県に対し、命名規則に沿っていない既存校については6ヶ月以内に変更することを指示した。大阪府はこの指示を受け、同年4月に改称したばかりの「大阪府○○中学校／高等女学校」の校名について、「大阪府立○○中学校／高等女学校」へと一斉に再変更することになった。

### 清水谷高等女学校
1916年には創立15周年記念として、同窓会・清友会の運営により、私立大阪技芸女学校が東区清水谷東之町で開校している。大阪技芸女学校は1921年に清友会の運営から離れている。
1924年には鉄筋コンクリート校舎への改築を実施している。従来の学校敷地の一部を玉造警察署の移転地として割くことになり、創立以来の校舎の老朽化も相まって、中層の鉄筋コンクリート校舎として改築することになった。
1929年には昭和天皇即位記念として、南河内郡恵我村（現在の松原市）に郊外農園を開設した。農園は1938年に中河内郡八尾町大字山本字東通南3丁目（現在の八尾市山本地区）に移転した。しかし山本の農園は大阪電気軌道（現在の近畿日本鉄道）から鉄道の引込線用地として譲ってほしいと要請がきた。代替地として中河内郡曙川村大字柏村（現在の八尾市柏村町）の土地が提供され、1942年に曙川村に移転した。郊外農園敷地はのちに清友幼稚園となっている。
1941年には紀元2600年記念事業および創立40周年記念事業として、同窓会・清友会により私立清友学園高等女学校（のちの大阪府立清友高等学校）が設置されている。
太平洋戦争に伴い1938年以降生徒の勤労作業がおこなわれるようになり、1944年には3年生以上の生徒が枚方造兵廠へと通年動員された。
1945年6月1日の第二次大阪大空襲では校舎や講堂・倉庫を焼失した。この空襲では、校内にいた職員1名と生徒4名が死亡するなどの人的被害も受けている。同年6月15日の第四次大阪大空襲でも校舎に焼夷弾が落下して出火しているが、このときは人的被害はなかった。

### 清水谷高等学校
学制改革により、1947年に過渡的に併設中学校が設置され、旧制高等女学校2・3年相当の生徒が新制中学校2・3年として移行した。1948年に新制大阪府立清水谷高等学校が発足した。
1948年4月28日には、近隣の大阪府立高津高等学校（旧制大阪府立高津中学校）と、新制高校1年・併設中学校3年の生徒および教職員を交流し男女共学となった。旧制清水谷高等女学校生徒はくじ引きにより、新制高津・清水谷の両高等学校に振り分けられた。男女共学を実施した4月28日を、新制高等学校としての創立記念日と位置づけている。
また1948年4月から、校舎の一部を新制大阪市立天王寺第二中学校に貸し出し、同校と同居した。当初は新制中学校への校舎全面転用による清水谷高等学校の廃校も検討されたが、校舎転用は一部にとどまった。新制中学校は1951年8月に独立校舎を建てて退去している。
1962年には音楽学科の設置構想が持ち上がったが、実現はしなかった。
1969年には学園紛争の影響を受け、一部生徒グループが学校をバリケード封鎖する事件も発生している。
1987年には校舎改築の調査費が計上され、校舎改築が具体化した。1990年より改築工事が始まり、1995年4月15日に新校舎竣工式典が実施された。
1995年度には2期制・65分授業が導入された。65分授業については大阪府立大手前高等学校とともに、大阪府立高等学校では初めての導入となった。また2期制についても、前年度の1994年度より導入していた大阪府立布施高等学校・大阪府立天王寺高等学校に次ぐ、大阪府立高等学校では3例目（大手前高等学校と同時導入）となっている。65分授業については2007年度より、通常の50分授業へと戻されている。

### 年表
- 1900年4月25日 - 大阪市立第二高等女学校が大阪市南区千年町で開校。
- 1900年9月5日 - 大阪府第一高等女学校として設立認可の告示。
- 1901年3月12日 - 大阪府清水谷高等女学校の校名が告示される。
- 1901年4月15日 - 大阪府清水谷高等女学校として現在地で開校・授業開始。開校の際に大阪市立第二高等女学校を合併。
- 1901年6月3日 - 大阪府立清水谷高等女学校に改称。
- 1901年6月12日 - 開校式を実施。
- 1929年 - 郊外農園を開設。
- 1945年6月1日 - 大阪大空襲で校舎等被災。職員・生徒5名死亡。
- 1948年4月1日 - 学制改革により大阪府立清水谷高等学校となる。
- 1948年4月28日 - 大阪府立高津高等学校（旧制高津中学校）と生徒・教職員を交流し男女共学化。
- 1948年4月30日 - 校舎の一部を大阪市立天王寺第二中学校（1949年大阪市立高津中学校）が借用。
- 1949年 - 郊外農園を廃止。
- 1951年8月24日 - 高津中学校（現・夕陽丘中学校）が独立校舎に移転・退去。
- 1962年 - 高校生急増対策として校舎増築。
- 1995年 - 2学期制を導入。新校舎竣工。
- 2003年 - 文部科学省から学力向上フロンティアハイスクールの指定を受ける（同年度より3年間）[3]。
- 2007年 - 国立教育政策研究所教育課程センターより、教育課程研究校に指定される（2007-08年度）[3]。
- 2022年 - リーディングGIGAハイスクール研究校に指定（2023年度‐2025年度）[5]。

## 交通
- Osaka Metro長堀鶴見緑地線　玉造駅より西へ約600m
- Osaka Metro谷町線・長堀鶴見緑地線 谷町六丁目駅より東へ約700m
- JR西日本 大阪環状線 玉造駅より西へ約900m
- 近鉄大阪線 大阪上本町駅より北へ約1,200m

## 開校時間
8：30～17：00（教員勤務時間）。